# فسقلی‌ها
فسقلی‌ها (به انگلیسی: Shorts) (نیز با نام فسقلی‌ها: ماجراهای سنگ آرزوها) نام یک فیلم کمدی/ماجراجویانه محصول ۲۰۰۹ آمریکا است. این فیلم را رابرت رودریگز کارگردانی کرده‌است. شعار تبلیغاتی فیلم، «داستانی نه‌چندان بلند از کارگردان بچه‌های جاسوس» است. این فیلم نسبت به آثار قبلی کارگردان، چندان مورد استقبال منتقدان قرار نگرفت.
این فیلم که توسط شرکت برادران وارنر با همکاری استودیوی ایمجینیشن ابوظبی ساخته شده‌است، در جشنواره فیلم ابوظبی در اکتبر ۲۰۰۹ به نمایش درآمد.

## داستان
فیلم فسقلی ها به داستان پسربچه‌ای می‌پردازد که در شهری کوچک، راز یک سنگ رنگارنگ جادویی را کشف کرده‌است که آرزوها را برآورده می‌سازد. در پی این اتفاق، بچه‌ها و حتی بزرگ‌ترهای شهر برای بدست آوردن آن سنگ دردسرهای زیادی درست می‌کنند.